# Olmiccia
Olmiccia est une commune française située dans la circonscription départementale de la Corse-du-Sud et le territoire de la collectivité de  Corse. Le village appartient à la piève de Tallano, en Alta Rocca.

## Géographie

Olmiccia. À l'arrière-plan, le village de Sant'Andréa-di-Tallano

### Localisation
Olmiccia se situe dans la microrégion du Tallano qui occupe la moyenne vallée du Rizzanese, dans le sud-ouest de la Corse.
La commune est adhérente au parc naturel régional de Corse et se trouve dans son territoire de vie appelé Alta Rocca.

### Géologie et relief
Olmiccia fait partie de la « Corse cristalline » ou granitique, à roches magmatiques, qui comprend les deux tiers de l'île à l'ouest d'une ligne Calvi-Solenzara. Elle est une commune de moyenne montagne, sans façade maritime.
Son territoire occupe une partie du bassin versant de la rive gauche du Rizzanese, en amont de la basse vallée de ce fleuve côtier qui le sépare à l'ouest des communes de Sainte-Lucie-de-Tallano, Loreto-di-Tallano et Arbellara.
Au nord et à l'est, elle est séparée de Sainte-Lucie-de-Tallano par une ligne partant du point de confluence du Rizzanese avec le ruisseau de Pieve, qui ensuite suit les flancs d'une ligne de crête qui sépare les deux villages de Sainte-Lucie-de-Tallano et d'Olmiccia, et qui se prolonge jusqu'à une altitude de 550 m sur les flancs de la Punta di Piano Maio (692 m) pour gagner la ligne de crête à Tiratoli (540 m). La démarcation se poursuit par les Punta di Suarella (482 m) et Punta di San Cassianu (323 m) avant de rejoindre le lit du Fiumicicoli, affluent du Rizzanese, en amont du pont de Caldane.

### Hydrographie
Le Rizzanese est le principal cours d'eau de la commune. Il traverse son territoire sans grand apport d'eau des petits cours d'eau naissant sur la commune. Le plus important est le ruisseau de Furciolu qui a sa source au nord de la Punta di Suarella.

### Voies de communication et transports

#### Voies routières
La route D268 traverse toute la commune dans un axe SO-NE, reliant le Sartenais à la Côte des Nacres, depuis la route nationale 196 à Sartène à la RT 10 (ex-RN 198) à Solenzara, via Sainte-Lucie-de-Tallano, Levie, San-Gavino-di-Carbini, Zonza, le col de Bavella (1 218 m),
De Finaju, hameau d'Olmiccia, démarre la route D320 qui rejoint la D20 au nord de Sainte-Lucie-de-Tallano. La D20 permet de gagner Sorbollano.

#### Transports
Il n'existe pas de ligne de chemin de fer sur cette partie de l'île.
Le port le plus proche est celui de Propriano. Les aéroports les plus proches sont ceux de Figari et d'Ajaccio.
Il n'y a pas de transporteurs de marchandises ni de voyageurs sur la commune ; les plus proches se trouvent à Sainte-Lucie-de-Tallano, village voisin de moins d'un kilomètre.

## Urbanisme

### Typologie
Au 1er janvier 2024, Olmiccia est catégorisée commune rurale à habitat très dispersé, selon la nouvelle grille communale de densité à sept niveaux définie par l'Insee en 2022.
Elle est située hors unité urbaine. Par ailleurs la commune fait partie de l'aire d'attraction de Propriano, dont elle est une commune de la couronne,. Cette aire, qui regroupe 13 communes, est catégorisée dans les aires de moins de 50 000 habitants,.

### Occupation des sols
L'occupation des sols de la commune, telle qu'elle ressort de la base de données européenne d’occupation biophysique des sols Corine Land Cover (CLC), est marquée par l'importance des forêts et milieux semi-naturels (67,9 % en 2018), néanmoins en diminution par rapport à 1990 (69,6 %). La répartition détaillée en 2018 est la suivante : 
forêts (45,1 %), zones agricoles hétérogènes (27,4 %), milieux à végétation arbustive et/ou herbacée (22,8 %), cultures permanentes (4,3 %), prairies (0,3 %). L'évolution de l’occupation des sols de la commune et de ses infrastructures peut être observée sur les différentes représentations cartographiques du territoire : la carte de Cassini (XVIIIe siècle), la carte d'état-major (1820-1866) et les cartes ou photos aériennes de l'IGN pour la période actuelle (1950 à aujourd'hui).

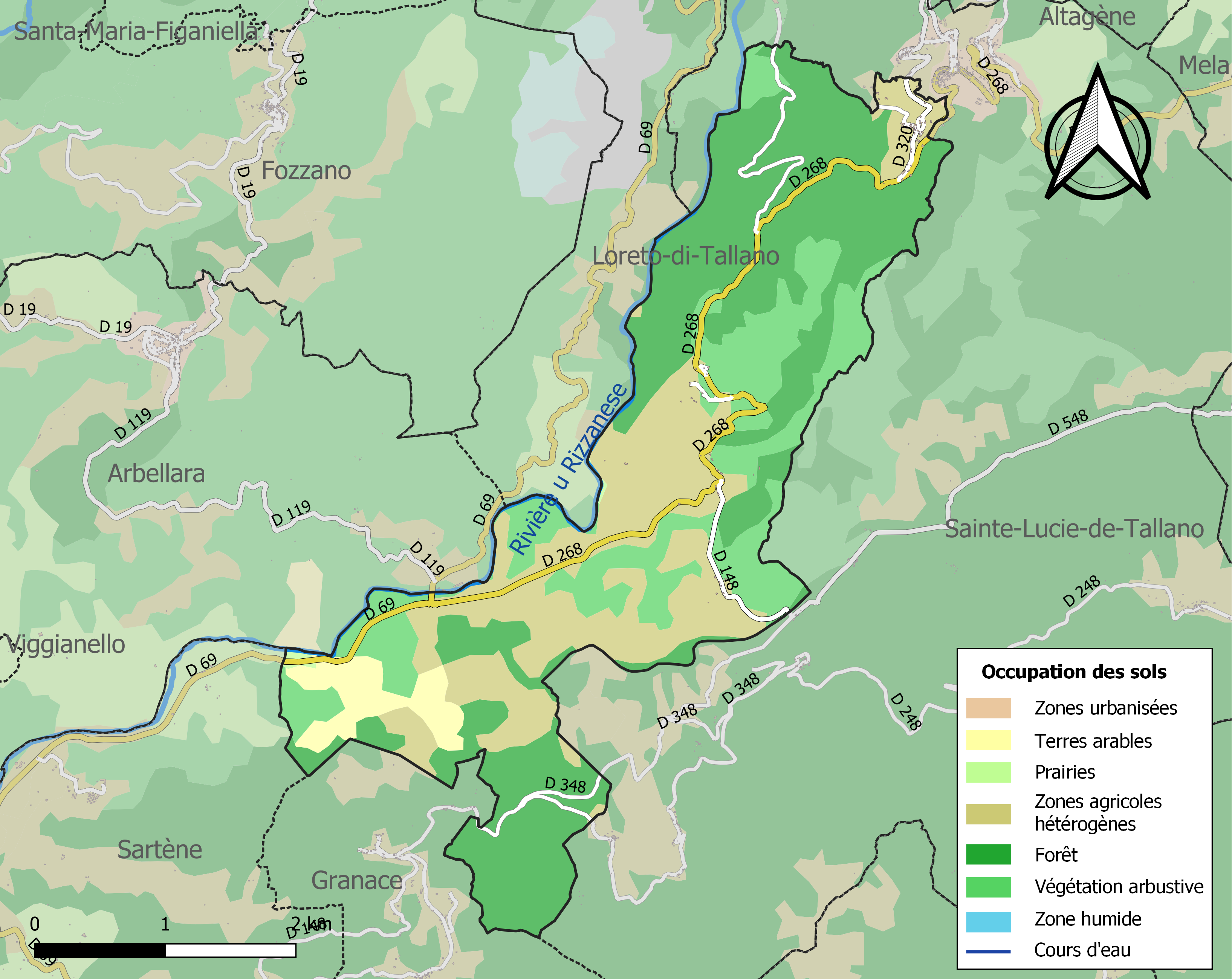
Carte des infrastructures et de l'occupation des sols de la commune en 2018 (CLC).

### Olmiccia village
Olmiccia autrefois nommée l'Olmigia, est un village médiéval situé au nord-est de la commune. Construit à une altitude moyenne de 380 m, il est dominé par son voisin, Sainte-Lucie-de-Tallano bâti à 450 mètres et plus. La plupart des gens vivent au village, dans des maisons pour la plupart en granit, pierre locale.
Les hameaux sont petits ; ils se situent le long des routes. On peut citer :

### Finaju
Finaju (ou Fenaggio) au sud du village, est traversé par la D320. Tout proche de sa jonction avec la D268, se situe la Gendarmerie nationale. Les locaux de la mairie s'y trouvent aussi.

### Finocchiaja
Le hameau de Finocchiaja s'est développé le long de la route D148, proche du pont de Caldane sur le Fiumicicoli au sud de la commune.

### Erta
Erta est un hameau situé à l'ouest de la commune. Il se présente avec des habitations isolées, au lieu-dit Erta auquel il doit son nom.

## Toponymie
Il existe un lieu-dit Frassetu, à environ 800 m au sud-ouest du village d'Olmiccia. C'est une colline de 470 m d'altitude, au sommet de laquelle se dressait le village de Frassetu, détruit au XVIe siècle.

## Histoire

### Temps modernes
Au début du XVIe siècle, L'Olmigia était une communauté de la pieve de Talla'. Vers 1520, Talla' avait pour lieux habités : Quenza, la Serra, Auguliena, Cherubia, Chargiagu, Loreto, lo Fraxeto, l’Olmigia, lo Poggio, Santa Lucia, Santandeia, Lasano. Altagene, Ortovecchio, Santantonio, Soza.
Au début du XVIIIe siècle, l'abbé Accinelli décrit sommairement la piève d'Attalà : « Frà due bracci del fiume Valinco è situata la Pieve di Attalà, abitata da 1000.circa abitanti in terreni assai fertili. Le sue ville sono S.Andrea, Altagene, Soza, S.Lucia, Olmiccia, Cargiacca, Loreto, Mela, e Poggio ».

Poursuivant, Accinelli rapporte : « Pieve di Attalà : S.Andrea, et Altagene 153. Lozza, ò Cozzà 106. S.Lucia 184. Olmiccia 191. Cargiacca, e Loreto 153. Mela 53. Poggio 130. ». Attalà se trouve dans le ressort de la juridiction civile de Sartène.
- 1768 - L'île passe sous administration militaire française. Attalà prend le nom de piève de Tallano.
- 1789 - La Corse appartient au royaume de France. Survient la Révolution française qui supprime les juridictions royales. La Constituante divise la France en 83 départements.
- 1790 - Le département de Corse est créé avec Bastia pour préfecture.
- 1791 - Corte devient chef-lieu du département ; le siège de l’évêché est fixé à Ajaccio.
- 1793 - An II. la Convention divise l'île en deux départements : El Golo (l'actuelle Haute-Corse) et Liamone (l'actuelle Corse-du-Sud) sont créés. La commune qui porte le nom de Olmiccia, est dans le canton de Tallano, dans le district de Sartène et dans le département du Liamone.
- 1801 - Sous le Consulat[Note 3], au Bulletin des Lois, la commune d'Olmiccia est dans le canton de Tallano, l'arrondissement de Sartène et le département du Liamone.
- 1811 - Les départements d'El Golo et du Liamone sont fusionnés pour former le département de Corse.
- 1828 - Olmiccia passe du canton de Tallano à celui de Sainte-Lucie-de-Tallano[10].

### Époque contemporaine
- 1954 - Olmiccia se trouve dans le canton de Sainte-Lucie-de-Tallano composé avec les communes de Altagene, Cargiaca, Loreto-di-Tallano, Mela, Olmiccia, Poggio-di-Tallano, Sant’Andrea-di-Tallano, Santa-Lucia-di-Tallano et Zoza.
- 1973 - Le canton de Tallano-Scopamène (chef-lieu : Serra-di-Scopamène) est créé, avec la fusion imposée des anciens cantons de Tallano et de Serra-di-Scopamene.

## Politique et administration

### Liste des maires
| Période                                  | Période  | Identité      | Étiquette | Qualité |
| ---------------------------------------- | -------- | ------------- | --------- | ------- |
| 2001                                     | 2014     | Désiré Susini |           |         |
| 2014                                     | En cours | Roméo Adorni  |           |         |
| Les données manquantes sont à compléter. |          |               |           |         |

## Population et société

### Démographie
L'évolution du nombre d'habitants est connue à travers les recensements de la population effectués dans la commune depuis 1800. Pour les communes de moins de 10 000 habitants, une enquête de recensement portant sur toute la population est réalisée tous les cinq ans, les populations de référence des années intermédiaires étant quant à elles estimées par interpolation ou extrapolation. Pour la commune, le premier recensement exhaustif entrant dans le cadre du nouveau dispositif a été réalisé en 2006.

En 2022, la commune comptait 116 habitants, en évolution de −4,92 % par rapport à 2016 (Corse-du-Sud : +7,61 %, France hors Mayotte : +2,11 %).
| 1800 | 1806 | 1821 | 1831 | 1836 | 1841 | 1846 | 1851 | 1856 |
| ---- | ---- | ---- | ---- | ---- | ---- | ---- | ---- | ---- |
| 265  | 246  | 304  | 335  | 331  | 361  | 382  | 343  | 322  |

| 1861 | 1866 | 1872 | 1876 | 1881 | 1886 | 1891 | 1896 | 1901 |
| ---- | ---- | ---- | ---- | ---- | ---- | ---- | ---- | ---- |
| 300  | 340  | 336  | 326  | 415  | 412  | 278  | 403  | 339  |

| 1906 | 1911 | 1921 | 1926 | 1931 | 1936 | 1946 | 1954 | 1962 |
| ---- | ---- | ---- | ---- | ---- | ---- | ---- | ---- | ---- |
| 330  | 342  | 316  | 345  | 376  | 373  | 219  | 143  | 104  |

| 1968 | 1975 | 1982 | 1990 | 1999 | 2006 | 2011 | 2016 | 2021 |
| ---- | ---- | ---- | ---- | ---- | ---- | ---- | ---- | ---- |
| 71   | 73   | 94   | 84   | 82   | 99   | 109  | 122  | 118  |

| 2022 | - | - | - | - | - | - | - | - |
| ---- | - | - | - | - | - | - | - | - |
| 116  | - | - | - | - | - | - | - | - |

Olmiccia a compté jusqu'à 415 habitants en 1881.

### Cultes
Le culte pratiqué est le catholicisme. L'église paroissiale Saint-Hippolyte et Saint-Cassien relève du diocèse d'Ajaccio.
San Politu (Saint-Hippolyte), le saint patronal, est fêté le 13 août de chaque année.

## Culture locale et patrimoine

### Lieux et monuments
- Un monument aux morts se trouve sur la place de l'église d'Olmiccia, pour sauvegarder la mémoire des Olmicciais morts durant la Première et la Seconde Guerre mondiale.
- 4 moulins étaient en fonctions autrefois. L'un d'entre eux, le "Rise", fermé vers 1950 et aujourd'hui ruiné, utilisait les eaux du Rizzanese. Le lieu-dit Supranu, dit encore de Mantua, conserve le seul moulin à huile en activité de la région. Ses meules en pierres, actionnées de nos jours par l'électricité, l'étaient autrefois par des mulets.

#### Maisons d'Olmiccia
Sur un bâti de 73 maisons, 24 ont été repérées dont 6 étudiées,,,,,.
Ces maisons datant du XVIIe siècle au XXe siècle, sont toutes en granite, moellon, pierre de taille et enduit. Elles ont des couvertures de tuiles creuses et mécaniques. Elles sont reprises à l'Inventaire général du patrimoine culturel.
- Église d'Olmiccia

#### Église Sant'Ippolito e San Cassianu
L'église paroissiale Saint-Hippolyte et Saint-Cassien date du Moyen Âge. Dans des rapports de visite apostolique de Mgr Mascardi et de Mgr Spinola, respectivement de 1587 et de 1686, l'église est mentionnée en mauvais état.
L'édifice construit en pierre de granit taillée, plusieurs fois remanié, est de plan allongé avec nef à vaisseau central, a des chapelles latérales et un chœur voûté en cul-de-four. Il est flanqué d'une tour-clocher.
L'église Saint-Hippolyte et Saint-Cassien est reprise à l'Inventaire général du patrimoine culturel.
L'église renferme huit œuvres reprises à l'inventaire général du patrimoine culturel :
- mobilier (autels, tabernacle, fonts baptismaux, etc.)[23] ;
- orfèvrerie (calice et patène)[24] ;
- tissus (chasuble, étole, manipules)[25] ;
- bannière de procession de la confrérie de pénitents Saint-Roch(N° 1)[26] ;
- bannière de procession de la confrérie de pénitents Saint-Roch (N° 2)[27] ;
- bannière de procession des défunts[28] ;
- bannière de procession de l'Immaculée Conception[29] ;
- statue de saint Cassien en bois taillé, peint, polychrome[30].

### Patrimoine naturel

#### Parc naturel régional de Corse
Olmiccia est une commune adhérente au parc naturel régional de Corse, dans son « territoire de vie » appelé Alta Rocca.

### Personnalités liées à la commune
- Antoine-Lucien Ortoli, natif d'Olmiccia, poète des Scherzi (Paris, 1891), ouvrage dans lequel ironie et satire le disputent au charme et à la grâce du vers[32].
- Jean-Baptiste Frédéric Ortoli, fils d'Antoine-Lucien Ortoli, né le 9 décembre 1861 à Olmiccia, folkloriste et homme de lettres

## Pour approfondir